# Словацкое движение возрождения
Словацкое движение возрождения (словац. Slovenské Hnutie Obrody, SHO) — словацкая панславистская крайне правая национально-ориентированная общественная организация. Председатель — Роберт Швец (словац. Róbert Švec). Зарегистрировано 24 мая 2004 года.

## Идеология
Движение опирается на взгляды русского монархиста Ивана Ильина, идеолога словацкого национального возрождения в XIX веке Людовита Штура, клерикально-националистического политика Андрея Глинки и президента фашистского военного государства (Словацкой Республики 1939—1945 годов) Йозефа Тисо.
SHO также открыто поддерживает власти путинской России и лично Путина на политическом и идеологическом уровне и интерпретирует войну в Украине как геополитическую необходимость, спровоцированную Западом. Действия российских вооружённых сил в Украине рассматриваются как законная защита статуса России как сверхдержавы и её национальных интересов.
Движение придерживается евроскептицизма и требует выхода Словакии из евроатлантических структур.

### Заявленные цели движения
Словацкое движение возрождения — это национально ориентированное гражданское объединение, целью которого заявлены пробуждение и углубление славянского духа и идентичности словаков.
Словацкое движение возрождения выступает за традиционное воспитание словацкой молодёжи в духе общеславянских основ; за славянское возрождение Словакии и за национальное возрождение других славянских стран.
Словацкое движение возрождения выступает за:
- укрепление патриотизма словаков
- деятельную защиту моральных и духовных ценностей
- национально-историческое просвещение словацкого народа
- сохранение природных и культурных ценностей
- поддержку экологических проектов

## Символика
Символика СДВ своими корнями уходит в славянское прошлое словаков. Белый двойной крест является символом не только словаков, но и всех славянских народов. Этот крест, по мнению членов Словацкого движения возрождения, символизирует общие духовные и культурные истоки славянства, являясь знаком славянского братства.

## Международные связи
На международном уровне с Словацким движением возрождения сотрудничают российские движения «Народный собор», «Стяг», партнёрами организации заявлены православный военно-патриотический клуб «Доброволец» (помогавший вербовать бойцов для войны на Донбассе на стороне России), польская организация «Лагерь Великой Польши» и два сербских националистических объединения.